# Theodorus van Swinderen

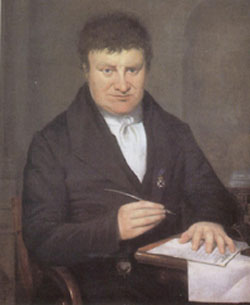
Theodorus van Swinderen von Cornelis Bernardus Buijs (1808–1872)

Wappen Van Swinderen, niederländischer Adel

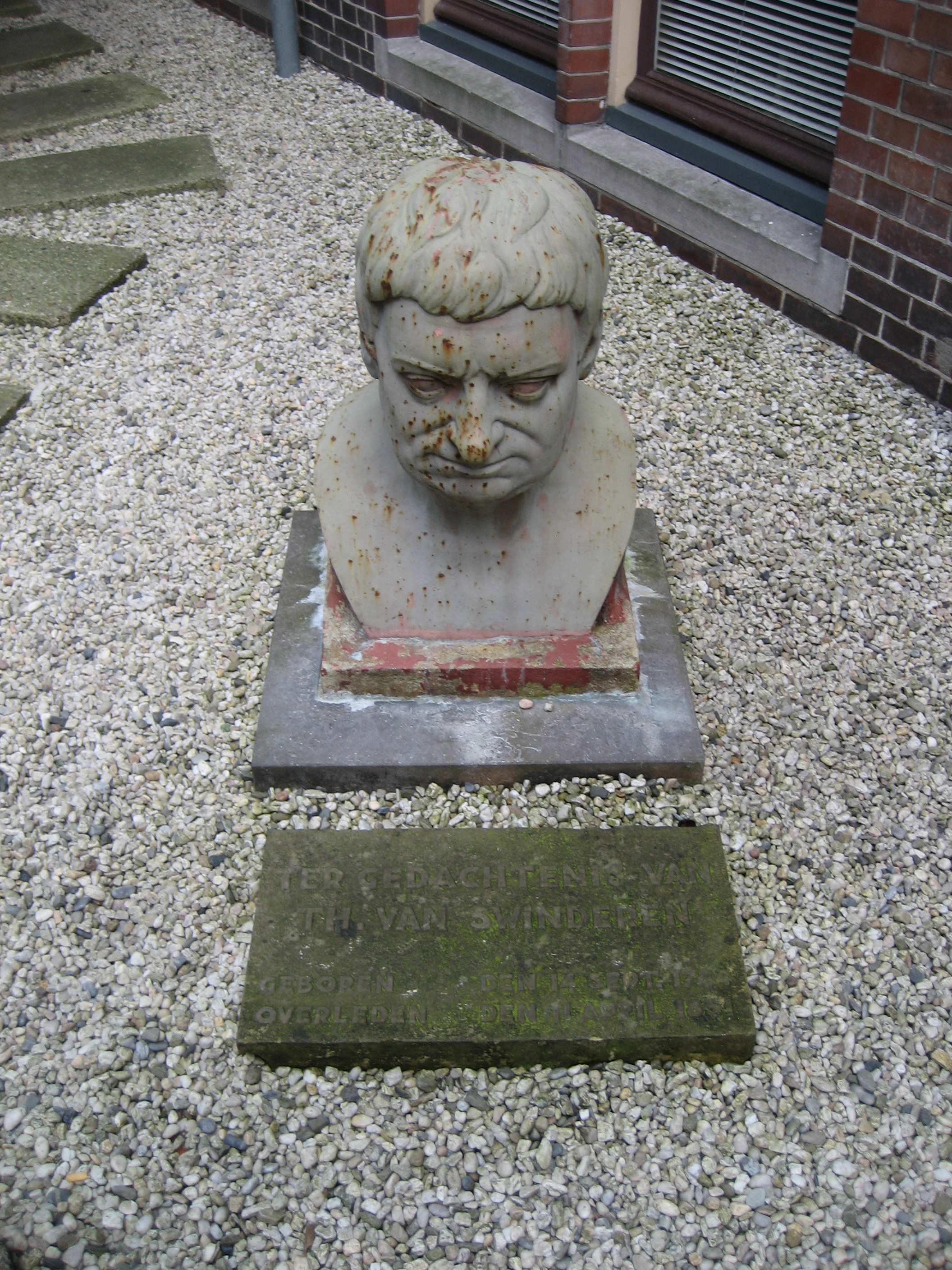
Theodorus van Swinderen von Johannes Hinderikus Egenberger

Theodorus van Swinderen (auch Theodor van Swinderen, * 13. September 1784 in Groningen; † 11. April 1851 ebenda) war ein niederländischer Naturwissenschafter und Zoologe, der in der ersten Hälfte des 19. Jahrhunderts in Groningen für die Provinz Groningen als Schulinspektor und an der Universität Groningen als Professor für Naturgeschichte wirkte.

## Leben
Theodorus van Swinderen war ein Sohn von Wicher van Swinderen (1745–1821) und Johanna Margaretha van Beveren (1754–1828). Er besuchte die Lateinschule in Groningen, studierte von 1799 bis 1806 an der Universität Groningen, promovierte in den Jahren 1805 und 1806 an drei Fakultäten und wirkte anschließend in Groningen vom 28. Februar 1807 bis 1851 als Schulinspektor und von 1814 bis 1851 als Professor für Naturgeschichte an der Universität Groningen. Er begründete in Groningen das Museum van Natuurlijke Historie und war im Zeitraum 1822/1823 Rektor magnificus der Universität.
1801 gründete er in Groningen zusammen mit dem mit ihm befreundeten Sibrandus Stratingh die Genootschap ter bevordering der natuurkundige wetenschappen te Groningen. Theodorus van Swinderen wurde 1809 Mitglied der Hollandsche Maatschappij der Wetenschappen, am 14. November 1812 Korrespondierendes Mitglied des Koninklijk Instituut van Wetenschappen, Letterkunde en Schoone Kunsten und am 1. Januar 1820 unter der Präsidentschaft des Mediziners Christian Gottfried Daniel Nees von Esenbeck mit dem akademischen Beinamen Seba unter der Matrikel-Nr. 1161 als Mitglied in die Kaiserliche Leopoldino-Carolinische Akademie der Naturforscher aufgenommen.
Theodorus van Swinderen, dessen Familie seit 1817 dem niederländischen Adel angehörte, war seit 19. März 1823 verheiratet mit Geertruid Anna Lucretia van de Merwede (1792–1858). Die Ehe blieb kinderlos.
Heinrich Kuhl benannte ihm zu Ehren 1820 das als Folge später dann auch als Swinderens Unzertrennlicher bezeichnete Grünköpfchen Psittacus swindernianus, das heute als Agapornis swindernianus (Kuhl, 1820) bestimmt wird und Coenraad Jacob Temminck benannte ihm zu Ehren 1827 die Große Rohrratte Aulacodus swinderenianus, die heute als Thryonomys swinderianus (Temminck, 1827) bezeichnet wird. Er war Ritter des Orden vom Niederländischen Löwen. Im Jahr 1990 wurde seine vom niederländischen Bildhauer und Maler Johannes Hinderikus Egenberger geschaffene Büste im Innenhof des Groningener Universitätsmuseums aufgestellt. Die Van Swinderenstraat in Groningen wurde nach Theodorus van Swinderen benannt. Die Koninklijk Natuurkundig Genootschap verleiht jährlich den nach ihrem Gründer benannten Van Swinderen Prijs.

## Schriften
- De famulis domesticis. Disputatio juris Groningani, Theodorum Spoormaker, Groningae 1805 (Digitalisat)
- De atmosphera ejusque in colores actione. Disputatio chemico-physica inauguralis, Theodorum Spoormaker, Groningae 1805
- De legibus. Disputatio juridica inauguralis, Theodorum Spoormaker, Groningae 1806 (Digitalisat)
- Index rerum naturalium quae conservantur in Museo Academico Groningano. Naamlijst der voorwerpen van natuurlijke historie welke bewaard worden in het Akademisch Museum te Groningen. Oomkens, Groningen 1822 (Digitalisat)
- Geslachtslijst van de familie van Swinderen. Groningen 1850 (Digitalisat)